# Zámecká lípa (Kout na Šumavě)
Zámecká lípa je památný strom v obci Kout na Šumavě nedaleko Kdyně. Lípa velkolistá (Tilia platyphyllos Scop.) roste na travnaté ploše před zámkem, kam byla zasezena krajinotvorným šlechtickým rodem Stadionů. Výška stromu je 29 m, obvod kmene 521 (měřeno 2009). Zdravotní stav je dobrý, na bázi kmene se nachází kalusující dutina, ve výšce 3 m je tlaková vidlice. V roce 2009 byl provedena obvodová redukce koruny a byla instalována podkladnicová vazba. Lípa je chráněna od 6. června 2009 jako habituálně mimořádný exemplár, hodnotná vzrůstem a jako krajinná dominanta.

## Stromy v okolí
- Bílkovský dub
- Bílkovský javor
- Duby nad rybníkem Bílka
- Dub nad Spáleným rybníkem
- Dub u Váchalovského mlýna †
- Duby v Pekle
- Jasan u Starého Dvora
- Lípa u Krysálů
- Lípa za Bečvárnou †
- Dub v třešnové rovci
- Starodvorské duby
- U Čtyřech lip